# Центральная Кордильера (Филиппины)
Центральная Кордильера (таг. Kabundukan ng Cordillera) — крупнейшая горная система Филиппинского архипелага, она занимает 1/6 часть острова Лусон, что составляет 18 300 км². В горах Центральной Кордильеры проживает 1,1 млн жителей, или 2 % населения всей страны. В этой области размещено 6 провинций: Абра, Апаяо, Бенгет, Калинга, Ифугао, Горная провинция. Народы, населяющие Центральную Кордильеру: иснаг, тингиан, калинга, гадданги, апплай, бонтоки, баго, канканай, балангао, ибалои, ифугао, икалахан, карао (илонготы), и другие.
При американском режиме многие народы Кордильеры были объединены под одним названием — «игороты». В некоторых кругах, как, например, в политических, этот термин употребляется с негативным оттенком.
Народы Кордильеры имеют собственные языки и культуру. В периоды вторжения на Филиппины различных империалистических держав, Испании, США и Японии, местные жители оказывали сильное сопротивление. Они также не поддерживали вторжение в их регион жителей низменных земель, но имели торговые отношения с илоками. Илокано — язык экономического общения горцев с соседними народами равнин и прибрежных районов.

## Географическая характеристика
Центральная Кордильера простирается между 16 и 18,5 градусами С. Ш., и 121 градус В. Д. проходит почти посередине этой горной системы.
Отроги Центральной Кордильеры на западе почти вплотную подходят к берегам Южно-Китайского моря.
На юге и востоке к горам примыкают низменности. Высшая точка — гора Пулог, 2934 м. Другие крупные вершины — Амуяо, 2709 м, Кавитан, 2594 м, Сикапо, 2352 м. Горы служат водоразделом, и многие реки берут начало в Центральной Кордильере. Это — Абра, Агно, Магат, Чико, Сиффу, Сальтан, Абулуг, Лаоаг, и крупнейшая река Лусона, Кагаян.
Почти весь регион сильно увлажнен, в горах выпадает в год осадков 4000 мм и более.

## Экономика
Провинции, расположенные в горах, составляют отдельный регион — Кордильерский Автономный регион. Это один из наиболее богатых природными ресурсами регион страны. В горнодобывающей промышленности сильным остается контроль восьми иностранных компаний. 80 % золота, добываемого на Филиппинах, приходится на долю Кордильерского региона. Рисовыми полями, фермами и пастбищами занято 11 % территории. Мелкие горные реки, которых здесь довольно много, служат важным источником для производства электроэнергии. Этот район может выдавать до 5 млн кВт электроэнергии в год, что составит 56 % от общего её производства в стране.

## История
После того, как испанцы обосновались на Филиппинах, их внимание
привлекли горные районы. В 1565 была проведена первая официальная экспедиция в Центральную Кордильеру с целью освоения золотоносных районов. В золоте нуждался король Испании Филипп III, участвовавший в Тридцатилетней войне. В 1620 году капитан Гарсия де Альдана Кабрера предлагал лидеру горных племен принять католичество, подчиниться испанскому королю и выплачивать пятую часть добываемого золота в качестве налога в обмен на покровительство и поддержку.
Получив отказ, испанцы вынуждены были организовывать военные экспедиции, чтобы эксплуатировать золотоносные шахты. Горные народы (игороты) заплатили за свою независимость тем, что были отделены от своих собратьев, колонизованных испанцами. На протяжении всей истории они оказывали сопротивление испанскому владычеству.
В 1896 году началась первая в Азии национальная революция, и в 1898 году Филиппины были объявлены независимым государством.
Первыми иностранцами, которым удалось освоить горные районы, были американцы. С установлением американского режима на Филиппинах начали создаваться горнодобывающие компании. Но на протяжении XX века этот регион порождал немало проблем, одна из которых — нарушения естественного ландшафта, обеднение природных ресурсов.
Все это вызывало возмущение коренных народов. В 1984 году была создана организация, называемая «Альянс кордильерских народов», которая ведёт деятельность по защите прав местного населения.